# Karl Geiger (regatista)
Karl Geiger (6 de marzo de 1941) es un deportista austríaco que compitió en vela en la clase Flying Dutchman. Ganó una medalla de bronce en el Campeonato Mundial de Flying Dutchman de 1967 y dos medallas de bronce en el Campeonato Europeo de Flying Dutchman, en los años 1964 y 1967.

## Palmarés internacional
| Campeonato Mundial | Campeonato Mundial       | Campeonato Mundial | Campeonato Mundial |
| Año                | Lugar                    | Medalla            | Clase              |
| ------------------ | ------------------------ | ------------------ | ------------------ |
| 1967               | Montreal (Canadá)        | Medalla de bronce  | Flying Dutchman    |
| Campeonato Europeo |                          |                    |                    |
| Año                | Lugar                    | Medalla            | Clase              |
| 1964               | Whitstable (Reino Unido) | Medalla de bronce  | Flying Dutchman    |
| 1967               | Bandol (Francia)         | Medalla de bronce  | Flying Dutchman    |